# Rumigny (Ardennes)
Pour les articles homonymes, voir Rumigny.
Rumigny est une commune française située dans le département des Ardennes en région Grand Est. Ce bourg a été le siège d’une importante baronnie, au Moyen Âge, importante à la fois par ses châtellenies, fiefs et mouvances, englobant une quarantaine de villages aux limites du Porcien et de la Thiérache, et importante également par sa position à la frontière du royaume de France. Les seigneuries de Rumigny et de Florennes font retour à la maison de Lorraine, puis aux Guise et ensuite aux Condé.

## Géographie

### Voies de communication
La commune est desservie par l'ancienne route nationale 377 (actuelle RD 877).
Elle disposait de la gare de Rumigny, sur la ligne de chemin de fer d'Hirson à Amagne - Lucquy.

### Hydrographie
La commune est dans la région hydrographique « la Seine du confluent de l'Oise (inclus) à l'embouchure » au sein du bassin Seine-Normandie. Elle est drainée par l'Aube, le ruisseau de Beaury, le ruisseau des Bouvris, le ruisseau des Fouees, le ruisseau des Aulnettes, le cours d'eau 01 de la commune de Rumigny et le cours d'eau 03 de la commune de Rumigny,.
L'Aube, d'une longueur de 18 km, prend sa source dans la commune de Flaignes-Havys et se jette  dans le Ton à Hannapes, après avoir traversé cinq communes.

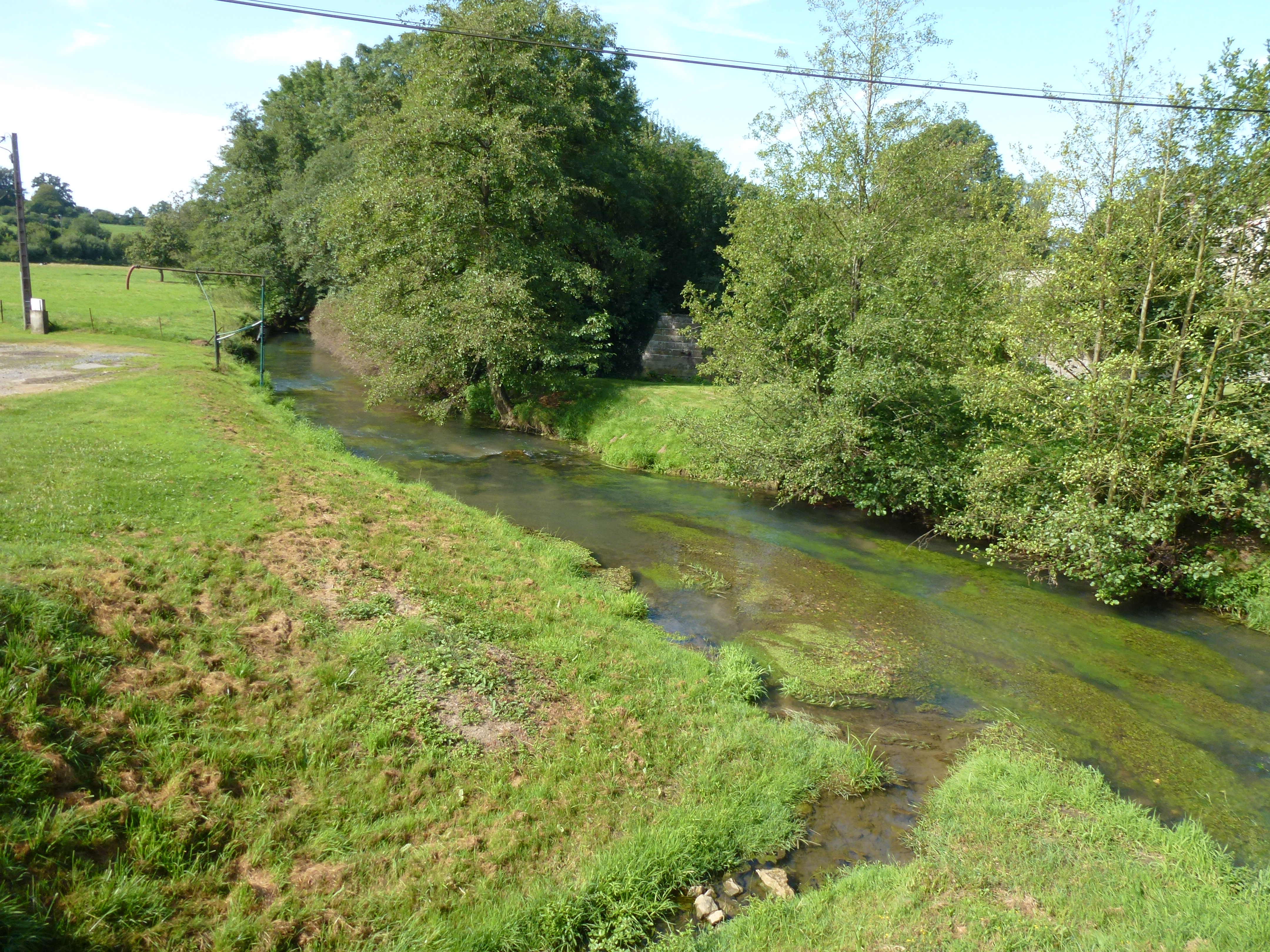
L'Aube à Rumigny.
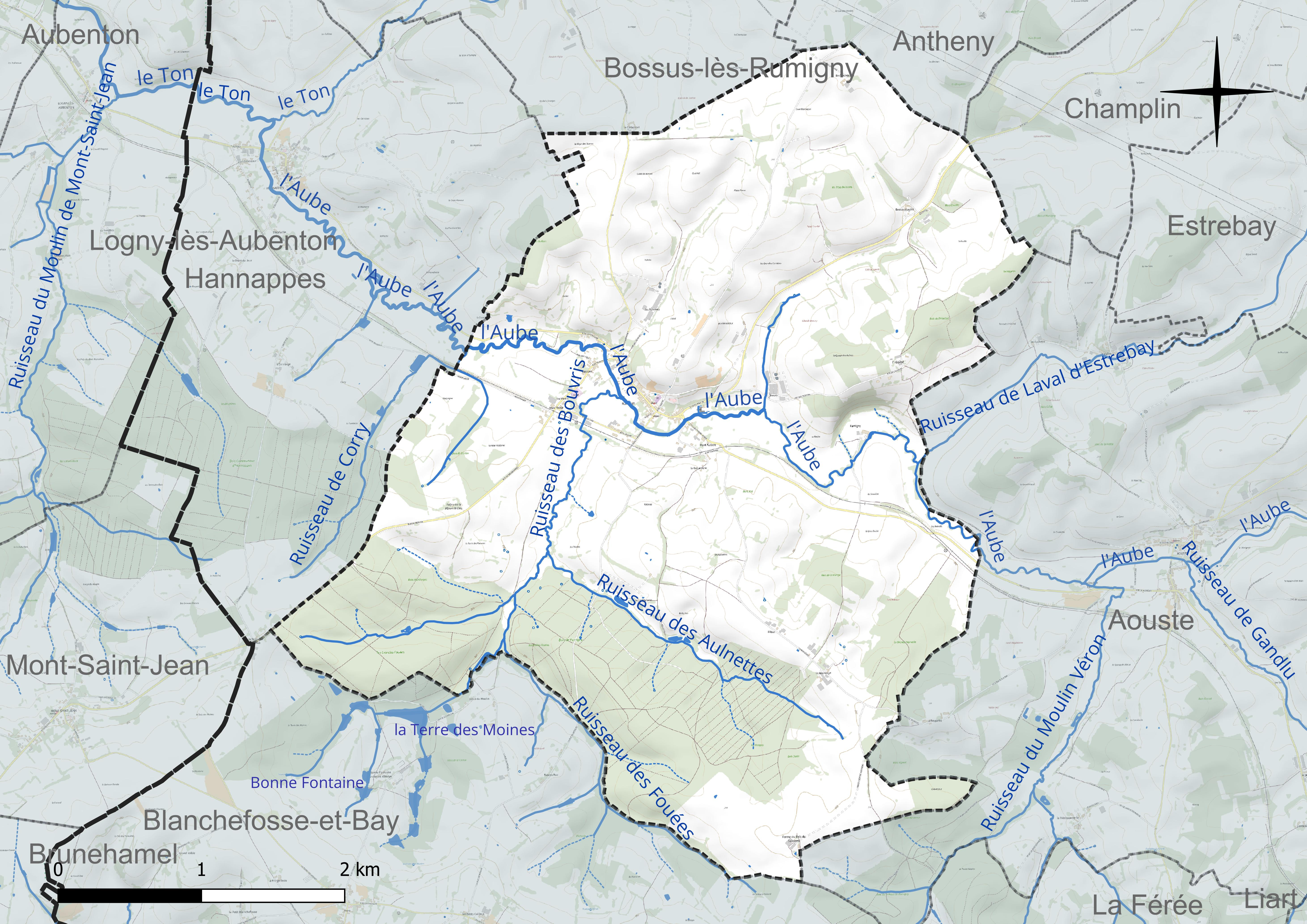
Réseau hydrographique de Rumigny.

### Climat
Pour des articles plus généraux, voir Climat du Grand Est et Climat des Ardennes.
En 2010, le climat de la commune est de type climat de montagne, selon une étude du Centre national de la recherche scientifique s'appuyant sur une série de données couvrant la période 1971-2000. En 2020, Météo-France publie une typologie des climats de la France métropolitaine dans laquelle la commune est exposée à un climat océanique altéré et est dans la région climatique Nord-est du bassin Parisien, caractérisée par un ensoleillement médiocre, une pluviométrie moyenne régulièrement répartie au cours de l’année et un hiver froid (3 °C).
Pour la période 1971-2000, la température annuelle moyenne est de 9,7 °C, avec une amplitude thermique annuelle de 15,1 °C. Le cumul annuel moyen de précipitations est de 927 mm, avec 13,8 jours de précipitations en janvier et 9,6 jours en juillet. Pour la période 1991-2020, la température moyenne annuelle observée sur la station météorologique de Météo-France la plus proche, « Signy-l'abbaye », sur la commune de Signy-l'Abbaye à 17 km à vol d'oiseau, est de 10,2 °C et le cumul annuel moyen de précipitations est de 1 060,5 mm. 
La température maximale relevée sur cette station est de 40 °C, atteinte le 25 juillet 2019 ; la température minimale est de −20,5 °C, atteinte le 17 janvier 1985,,.
Les paramètres climatiques de la commune ont été estimés pour le milieu du siècle (2041-2070) selon différents scénarios d'émission de gaz à effet de serre à partir des nouvelles projections climatiques de référence DRIAS-2020. Ils sont consultables sur un site dédié publié par Météo-France en novembre 2022.

## Urbanisme

### Typologie
Au 1er janvier 2024, Rumigny est catégorisée commune rurale à habitat dispersé, selon la nouvelle grille communale de densité à 7 niveaux définie par l'Insee en 2022.
Elle est située hors unité urbaine et hors attraction des villes,.

### Occupation des sols
L'occupation des sols de la commune, telle qu'elle ressort de la base de données européenne d’occupation biophysique des sols Corine Land Cover (CLC), est marquée par l'importance des territoires agricoles (70,6 % en 2018), une proportion identique à celle de 1990 (70,6 %). La répartition détaillée en 2018 est la suivante :
prairies (48,9 %), forêts (27,3 %), terres arables (19,1 %), zones agricoles hétérogènes (2,6 %), zones urbanisées (2,1 %). L'évolution de l’occupation des sols de la commune et de ses infrastructures peut être observée sur les différentes représentations cartographiques du territoire : la carte de Cassini (XVIIIe siècle), la carte d'état-major (1820-1866) et les cartes ou photos aériennes de l'IGN pour la période actuelle (1950 à aujourd'hui).

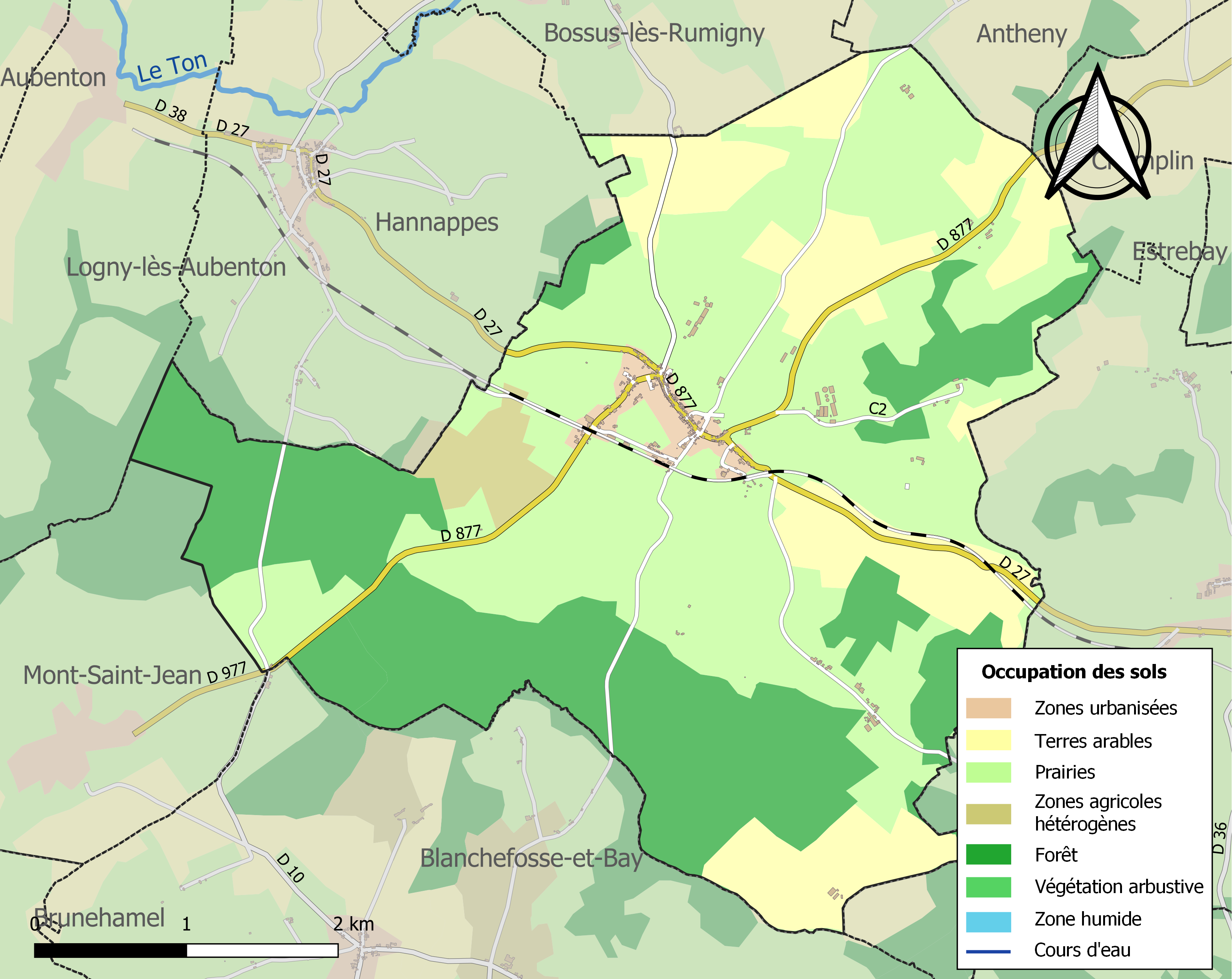
Carte des infrastructures et de l'occupation des sols de la commune en 2018 (CLC).

## Toponymie
Le nom de Rumigny est probablement issu étymologiquement de Ruminiacum (c’est-à-dire la terre de Ruminius). Mais ce nom peut être rapproché également de composés gallo-germaniques tels que ruma (l’eau rapide) ou rume (le fossé). Il existe de nombreux Rumilly et un autre village en France s’appelant Rumigny, dans le département de la Somme. Pour ce village ardennais de Rumigny, ce nom est attesté en 1235, ainsi que des variantes : Rumegny en 1249, Romigni en 1243, Rumingni en 1253,,.

## Histoire
Rumigny fait partie au bas Moyen Âge du pagus de Porcien, dans une région forestière appelée Thiérache.
Le bourg devient ensuite le siège d’une seigneurie ou baronnie qui relève en fief du comté de Champagne. Un seigneur de Rumigny, Eilbert, est mentionné dans un acte en 920,.
D’après une charte de 1098, cette baronnie s’étend jusqu’à la châtellenie de Couvin. À la seigneurie de Rumigny est attachée notamment l’avouerie dite des Potées (de Potestatibus soit propriétés ou possessions), composée de 17 villages appartenant au chapitre métropolitain de la  Cathédrale Notre-Dame de Reims : Aubigny, Blombay, Cernion, Chilly, Ecle (sous Marby), Étalles, Flaignes-les-Oliviers, Justine, Laval-Morency, Lépron, Logny, Marby, Marlemont, Maubert-Fontaine, Prez, Sévigny-la-Forêt, Vaux-Villaines.
Un prieuré de bénédictins est créé à Rumigny en 1112, par Raoul le Vert, archevêque de Reims.
Par des alliances familiales, la seigneurie de Rumigny se trouve associé à l'important domaine de Florennes, à la fin du Xe siècle. Les seigneurs de Florennes et Rumigny figurent alors parmi les seigneurs les plus puissants de la Lotharingie.
Ils dotent plusieurs abbayes de la région et leur nom apparaît dans de nombreuses chartes où ils sont acteurs ou témoins.
Les seigneurs de Rumigny et de Florennes deviennent les maîtres de Rumigny (associé à Martigny et Aubenton) jusqu'à la Révolution française : ainsi, Nicolas IV (né vers 1150/1155-† 1205) qui participe, entre autres, à la bataille de Noville-sur-Mehaigne (Belgique) le 1er  août 1194 dans l’armée du comte de Hainaut, contre Henri, duc de Limbourg, bataille où il se couvre de gloire ainsi que son fils Baudouin.
En 1270, les seigneuries de Rumigny, de Florennes et de Boves près d'Amiens (acquise par le mariage de Nicolas V avec Isabelle de Coucy, dame de Boves), passent dans la Maison de Lorraine par le mariage d’Isabeau/Isabelle/Elisabeth de Rumigny-Florennes avec Thibaut II, fils de Ferry, duc de Lorraine (Les deux époux n’ont que 13 et 7 ans. Par la suite, ils ont au moins huit enfants), notamment dans la branche cadette de Vaudémont avec Ferry, fils puîné du duc Jean, dont le descendant direct René II accédera au duché en 1473. En 1487, le duc René II est amené à engager Rumigny, Martigny et Aubenton à Gratien d'Aguerre († entre 1512 et 1515) pour 22 000 florins ; mais Claude de Guise, fils puîné de René II, peut racheter le domaine de Rumigny à son fils Jean d'Aguerre en 1515.
Le château seigneurial a disparu à Rumigny. Un autre château y existe depuis le XVIe siècle, appelé Le Château de la Cour des Prés. La tradition, jugée vraisemblable par l’historien Henri Manceau, veut qu’un bourgeois, Louis Martin, ait payé de ses deniers cette construction, encouragé par le roi François Ier dans sa tournée d'inspection de novembre 1546 en Ardennes, et qu'il ait obtenu en contrepartie, bien que simple bourgeois, la permission d'y adjoindre un donjon (disparu). Dans cette visite en ses terres du Nord-Est en 1546, le Roi de France a effectivement examiné les travaux de fortification lancés un an plus tôt dans cette région, notamment à Maubert-Fontaine (où il est passé, redescendant ensuite vers Liesse-Notre-Dame via Rumigny). Et il a encouragé chaque fois que possible la mise en place d'autres protections et édifices susceptibles de ralentir la progression d'un ennemi venant du Saint-Empire romain germanique. Le nom de la Cour des Prés lui aurait été donné par un contemporain du roi François Ier.
La légende veut que ce soit au château de la Cour des Prés que le duc d'Enghien ait dressé les plans de la bataille de Rocroi. Le fait est que l'armée française a campé entre Bossus-lès-Rumigny et Rumigny à partir du 16 mai 1643, et que le futur vainqueur de Rocroi a dormi en ce château de la Cour des Prés et qu'il y a été rejoint le 17 mai sur place par Jean de Gassion.
Dans la deuxième moitié du XVIIe siècle, grâce à une surveillance renforcée de la Meuse et de la Semoy, la région est progressivement épargnée par les incursions ennemies et la situation interne du Royaume se stabilise, après les Guerres de religion et la période troublée de la Fronde. À la même époque, le château de la Cour des Prés est fortement aménagé et les parties résidentielles sont agrandies. Une tour au sud et le donjon disparaissent.
Le 2 octobre 1789, le château est vendu à un avocat et notaire royal au bailliage ducal de Rumigny, Jean-Baptiste Piette. Celui-ci devient maire de Rumigny l'année suivante puis juge de paix, fonction alors élective. En septembre 1792, continuant son engagement politique pour les idées nouvelles, il est élu député-suppléant à la Convention nationale puis devient membre du Directoire du Département des Ardennes. À la suite de la démission du député titulaire, il est appelé à siéger à la Convention en juin 1793.
Une certaine bourgeoisie de robe prend symboliquement la place de l’aristocratie au sein du village, et ceci d’autant que la seigneurie de Rumigny est désormais détenue par la maison de Condé, connue pour son attachement à l’Ancien Régime contre la Révolution. La légende veut toutefois que son ancien codiscipline au lycée d’Arras, Robespierre ait reproché à Jean-Baptiste Piette l’allure aristocratique de sa demeure. Toujours est-il que ce député conventionnel a continué les aménagements des propriétaires précédents du château de la Cour des Prés, agrandissant la partie méridionale au caractère plus résidentiel, comblant une partie des fossés et supprimant le pont-levis. Il a aussi reconstruit une tour Sud en réutilisant des pierres d'une des églises de Rumigny, le prieuré Saint-Pierre, détruite en 1792.
Le petit-fils du député conventionnel est Édouard Piette, célèbre archéologue et préhistorien. Il a vécu plusieurs années au château de la Cour des Prés, et y est décédé. Il avait installé son cabinet de travail dans la partie méridionale.
Au XIXe et XXe siècles, le village subit comme la plus grande partie du département des Ardennes des occupations de troupes allemandes, pendant des périodes de durée variable, à partir de 1815, puis 1870, puis 1914 puis 1940. Le château de la Cour des Prés hébergent ainsi des officiers allemands durant la première Guerre mondiale et la seconde, au grand dam de ses propriétaires. Une partie des bâtiments a été détruite en 1918, ayant pour conséquence d'ouvrir davantage l'espace de la cour intérieure.

## Politique et administration
Rumigny a adhéré à la charte du parc naturel régional des Ardennes, à sa création en décembre 2011 et à la communauté de communes de la Thiérache Ardennaise.

### Liste des maires auXXIesiècle

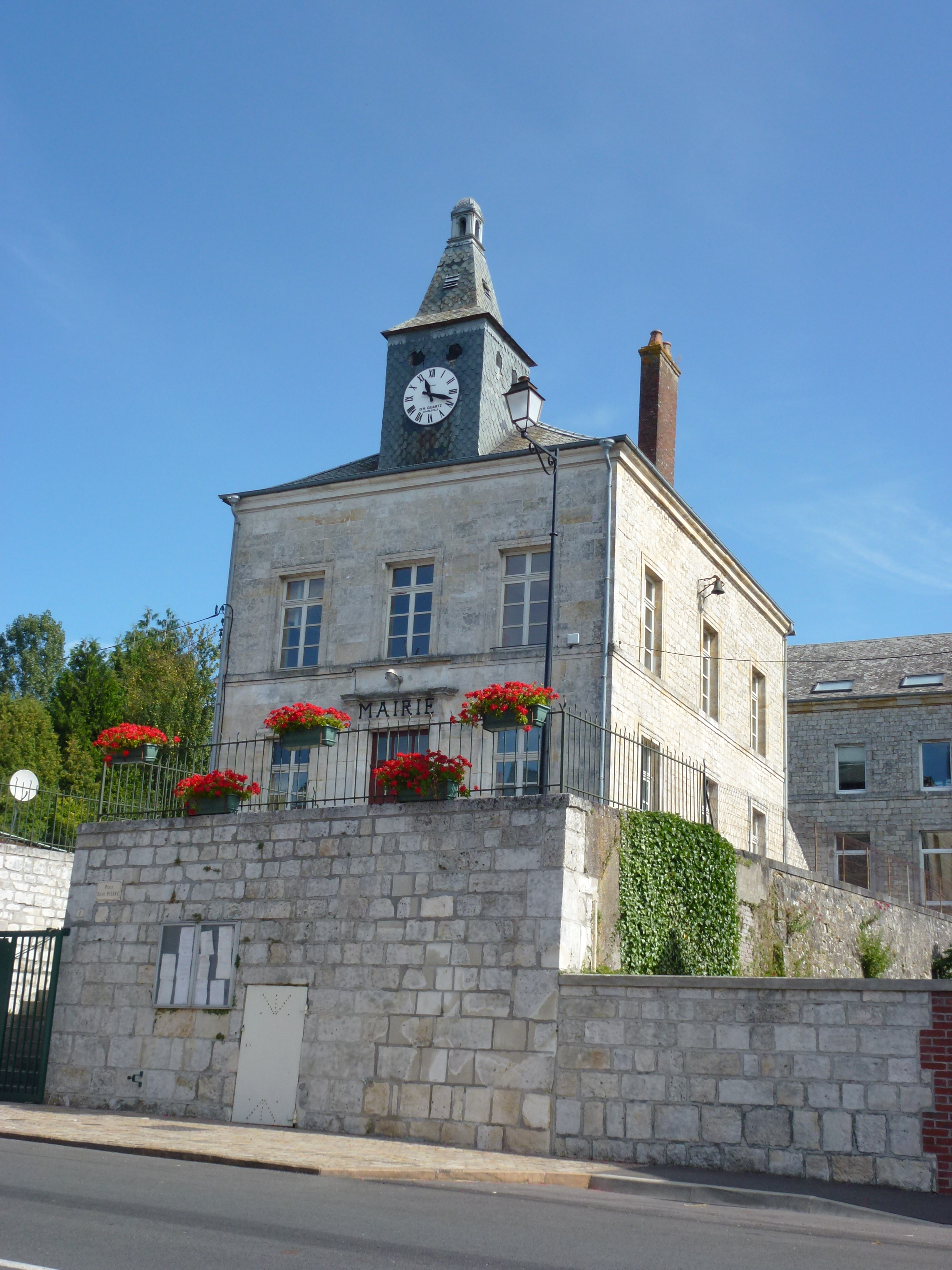
La mairie.

| Période                                  | Période    | Identité           | Étiquette | Qualité                |
| ---------------------------------------- | ---------- | ------------------ | --------- | ---------------------- |
| Les données manquantes sont à compléter. |            |                    |           |                        |
| mars 2001                                | avril 2014 | Jean-Paul Borgniet | UMP       |                        |
| avril 2014                               | mars 2020  | Élisabeth Satabin  |           | Agricultrice retraitée |
| mars 2020                                | En cours   | David Buridant     |           |                        |

### Élections locales
Aux municipales de 2020, la maire Élisabeth Satabin ne se représentait pas. Deux listes ont été déposées, et c'est celle de David Buridant, conseiller municipal depuis 2001 et premier adjoint de la municipalité précédente qui est passée, au premier tour, emportant les 11 sièges.

### Élections nationales
À titre indicatif, lors de l'élection présidentielle française de 2017, huit candidats ont réuni plus de 1 % des 188 suffrages exprimés dans cette commune : François Asselineau de l'Union populaire républicaine (1,06 %), Benoît Hamon du Parti socialiste (1,06 %), Philippe Poutou du Nouveau Parti anticapitaliste (1,6 %), Nicolas Dupont Aignan de Debout la France (5,32 %), Jean-Luc Melenchon pour La France insoumise (8,51 %), Emmanuel Macron pour En Marche ! (15,96 %), François Fillon pour Les Républicains (17,55 %) et Marine Le Pen pour le Front nationa) (47,34 %). Le taux de participation est de 75,19 % pour ce 1er tour dans cette commune. Au second tour de cette même élection, Marine Le Pen obtient 70,98 % des suffrages exprimés à Rumigny, contre Emmanuel Macron qui rassemble sur sa candidature, en ce lieu, 29,02 % de ces suffrages.

## Population et société

### Démographie
L'évolution du nombre d'habitants est connue à travers les recensements de la population effectués dans la commune depuis 1793. Pour les communes de moins de 10 000 habitants, une enquête de recensement portant sur toute la population est réalisée tous les cinq ans, les populations de référence des années intermédiaires étant quant à elles estimées par interpolation ou extrapolation. Pour la commune, le premier recensement exhaustif entrant dans le cadre du nouveau dispositif a été réalisé en 2004.

En 2022, la commune comptait 269 habitants, en évolution de −22,25 % par rapport à 2016 (Ardennes : −2,97 %, France hors Mayotte : +2,11 %).
| 1793 | 1800 | 1806 | 1821 | 1831 | 1836 | 1841 | 1846 | 1851 |
| ---- | ---- | ---- | ---- | ---- | ---- | ---- | ---- | ---- |
| 740  | 765  | 831  | 843  | 783  | 832  | 766  | 780  | 820  |

| 1866 | 1872 | 1876 | 1881 | 1886 | 1891 | 1896 | 1901 | 1906 |
| ---- | ---- | ---- | ---- | ---- | ---- | ---- | ---- | ---- |
| 858  | 817  | 798  | 805  | 813  | 830  | 761  | 718  | 682  |

| 1911 | 1921 | 1926 | 1931 | 1936 | 1946 | 1954 | 1962 | 1968 |
| ---- | ---- | ---- | ---- | ---- | ---- | ---- | ---- | ---- |
| 661  | 637  | 621  | 564  | 603  | 572  | 564  | 541  | 522  |

| 1975 | 1982 | 1990 | 1999 | 2004 | 2006 | 2009 | 2014 | 2019 |
| ---- | ---- | ---- | ---- | ---- | ---- | ---- | ---- | ---- |
| 472  | 440  | 378  | 368  | 369  | 378  | 377  | 349  | 293  |

| 2022 | - | - | - | - | - | - | - | - |
| ---- | - | - | - | - | - | - | - | - |
| 269  | - | - | - | - | - | - | - | - |

La population de ce village s'est réduit sensiblement, à partir de la fin du XIXe siècle, une baisse qui s'est prolongée au XXe siècle et XXIe siècle.

### Enseignement
L'école primaire publique de Rumigny est une école maternelle et élémentaire public, située au 1 place Saint-Pierre. Cet établissement est rattaché à l'académie de Reims et se trouve en zone B pour le calendrier des vacances scolaires,.
Le collège le plus proche est situé sur le commune de Signy-le-Petit, à environ 11 km.
Les lycées les plus proches sont le lycée et lycée professionnel Joliot-Curie à Hirson, dans le département de l'Aisnee (Académie d’Amiens), à environ 19 km et le lycée agricole de Maubert-Fontaine à 13,3 km.

## Économie
La vie économique du bourg est adossée à l’agriculture et à l’élevage.
Un élevage de cheval de trait ardennais a existé. Il y a eu aussi différentes activités liées au monde agricole : brasseries, beurrreries, minoteries et sciage mécanique de bois. On y trouvait aussi des carrières de pierres de taille, et de pierres à chaux. L’exode rural, l’absence d’industrie et le retrait progressif d’administrations diverses ont contribué à la réduction du nombre d'habitants.
Le revenu fiscal net par foyer est, en 2010, dans cette commune, de 15 655 €, pour une moyenne nationale de 23 782 €.

## Culture locale et patrimoine

### Lieux et monuments
Église Saint-Sulpice de Rumigny 
L'église est placée sur une motte. Le chœur et le transept datent du XVIe siècle et la nef du siècle suivant. Il faut remarquer également les fonts baptismaux du XIIe siècle, en pierre de Givet, ornés d'animaux et de figures humaines. 
Le clocher de cette église Saint-Sulpice a été détruit vers 1750, et a été remplacé par un clocher moins haut, avec une flèche s'élevant d'une tour carrée.

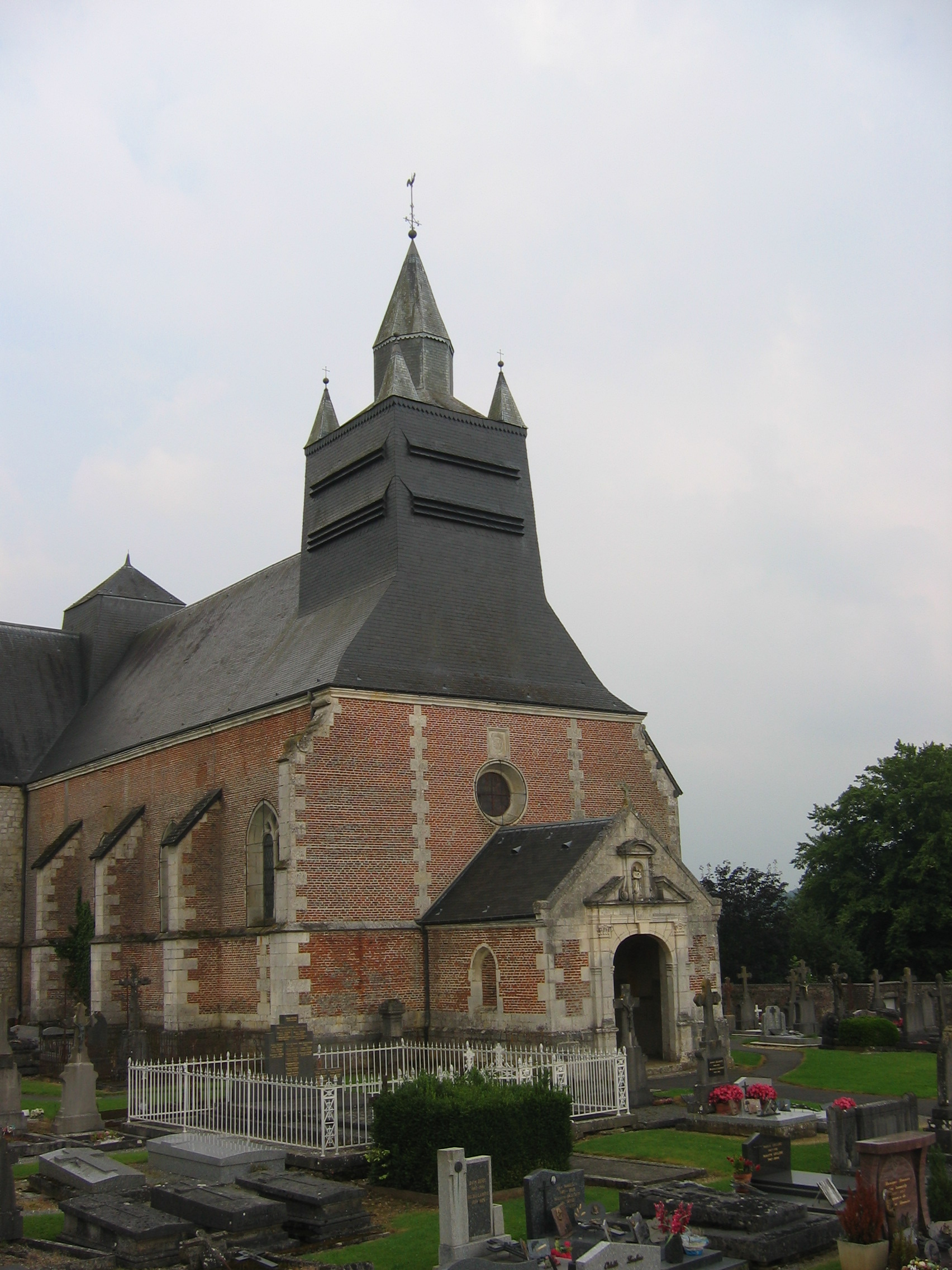
L'église Saint-Sulpice.
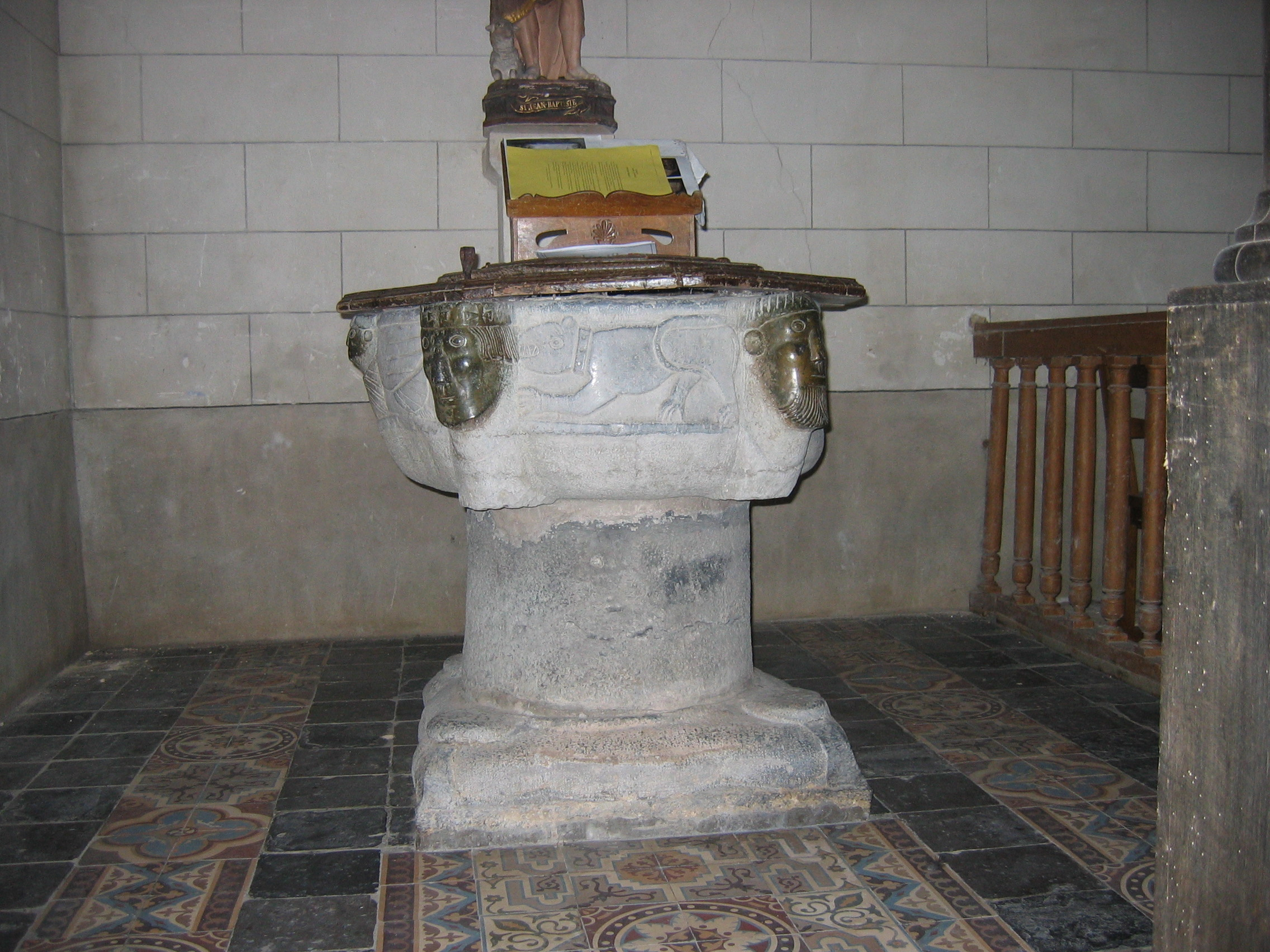
Fonts baptismaux.

Une autre église, l'église Saint-Pierre, a existé en contrebas mais a été détruite en 1792.
Château de la Cour des Prés
Maison forte du XVIe siècle constituée d’un corps de logis en « L » dont la façade principale est flanquée de deux tours circulaires, s'organisant autour d’une cour intérieure ouverte vers les jardins et le parc.
Sa construction en 1546 par Louis Martin, prévôt de Rumigny, a été encouragée par le roi François Ier, en deuxième ligne des fortifications dressée le long de la Meuse, pour résister à une éventuelle agression des troupes de Charles Quint.

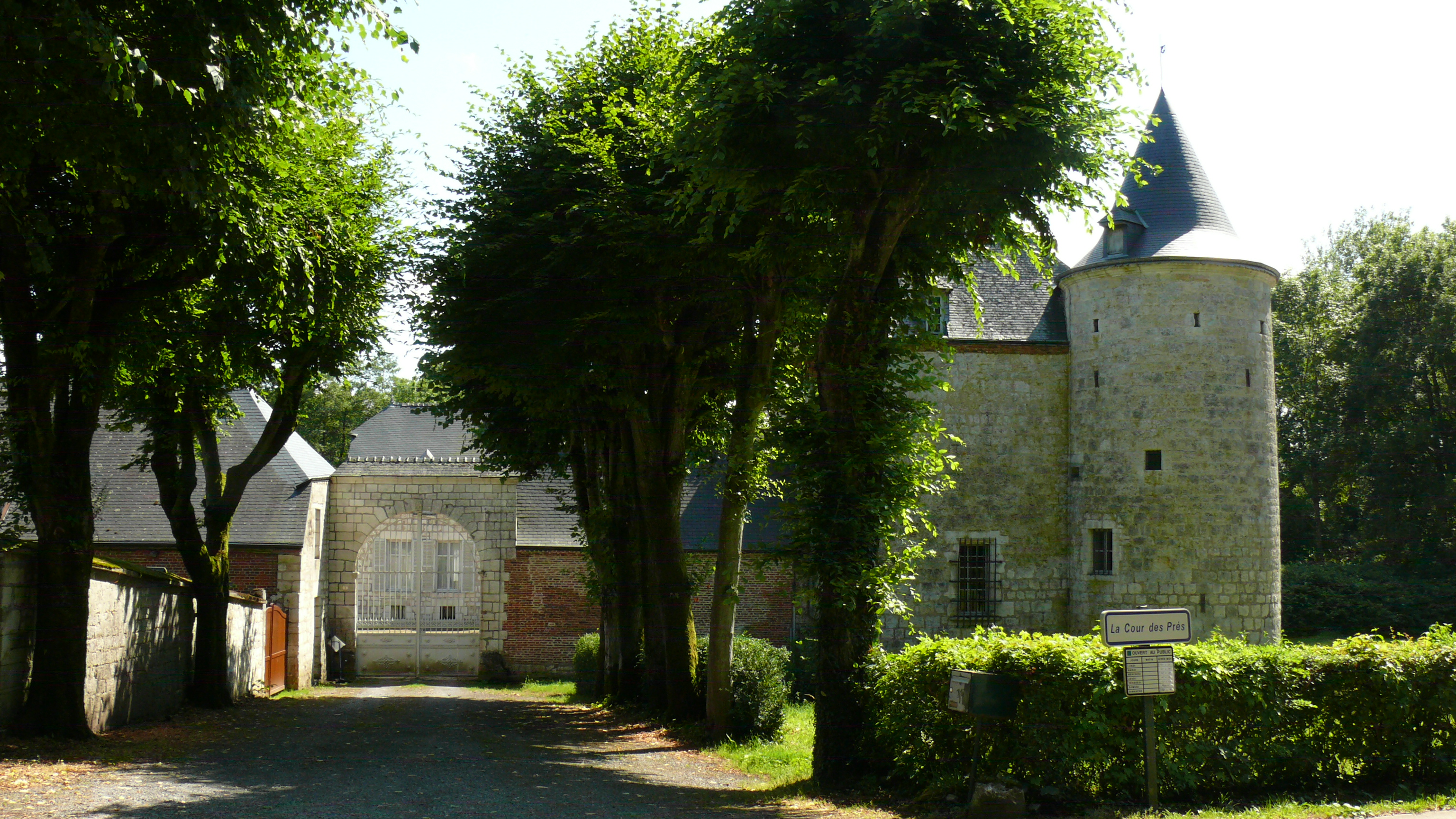
L'entrée.
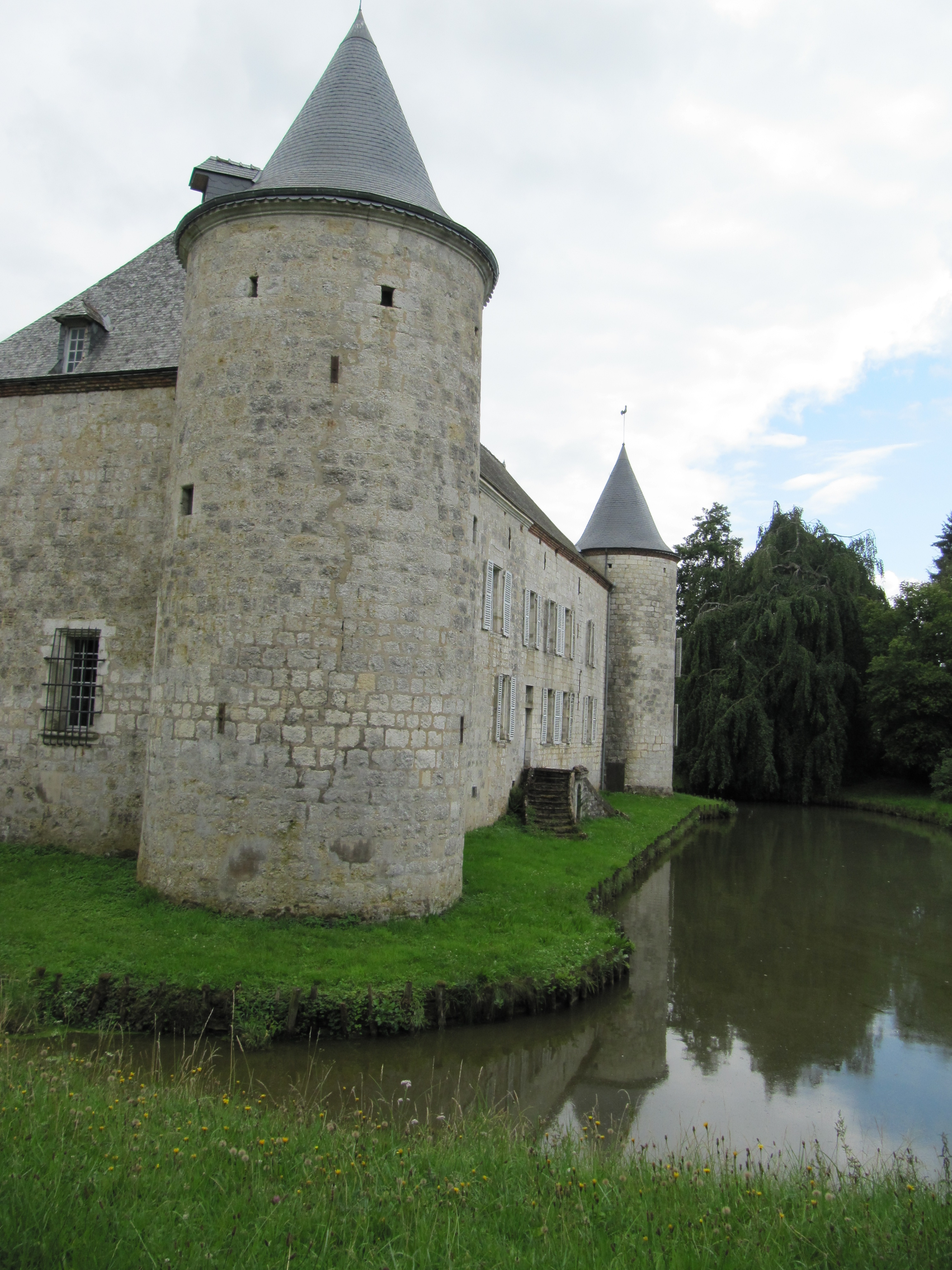
La tour nord.
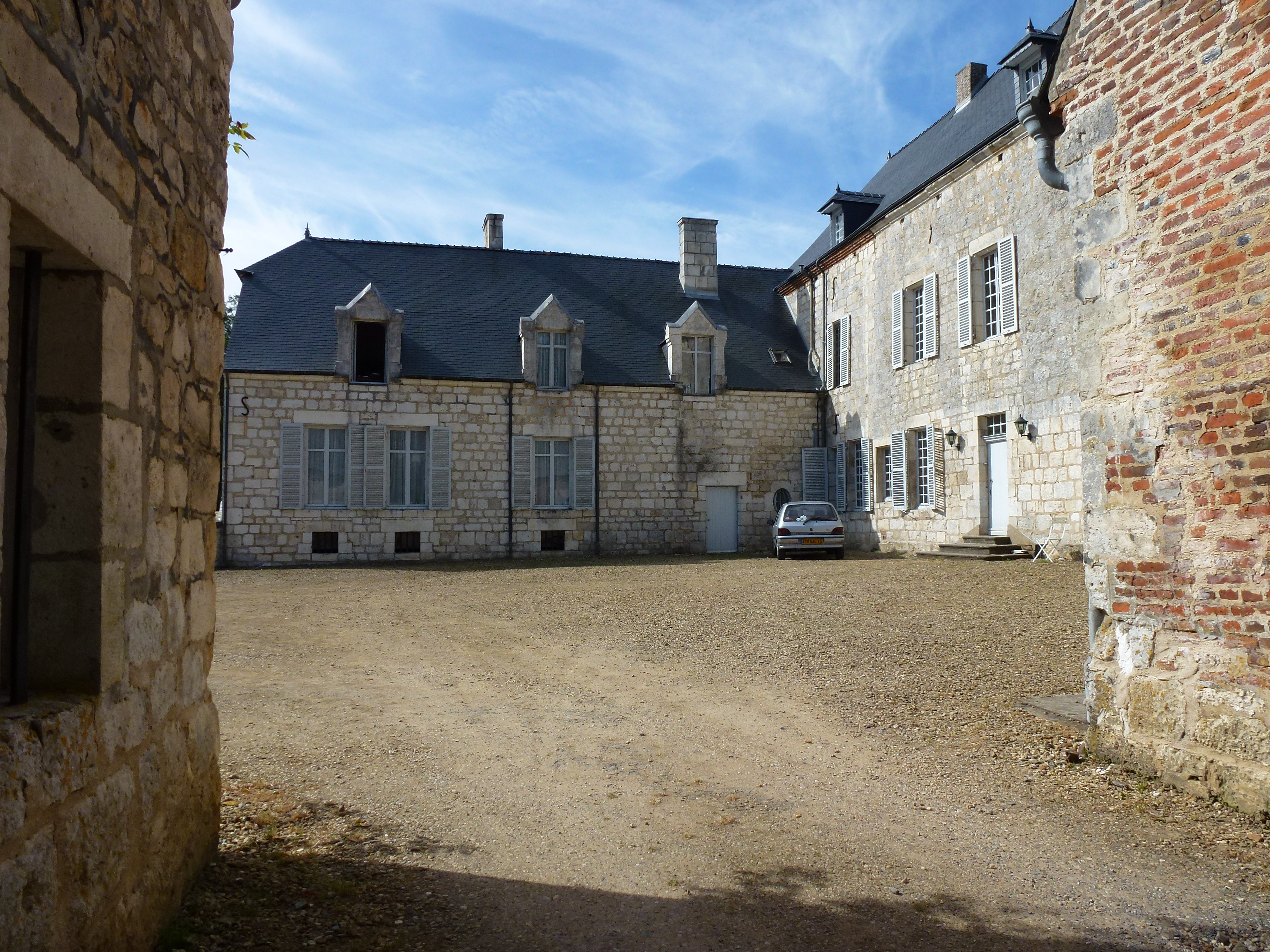
Cour du château.
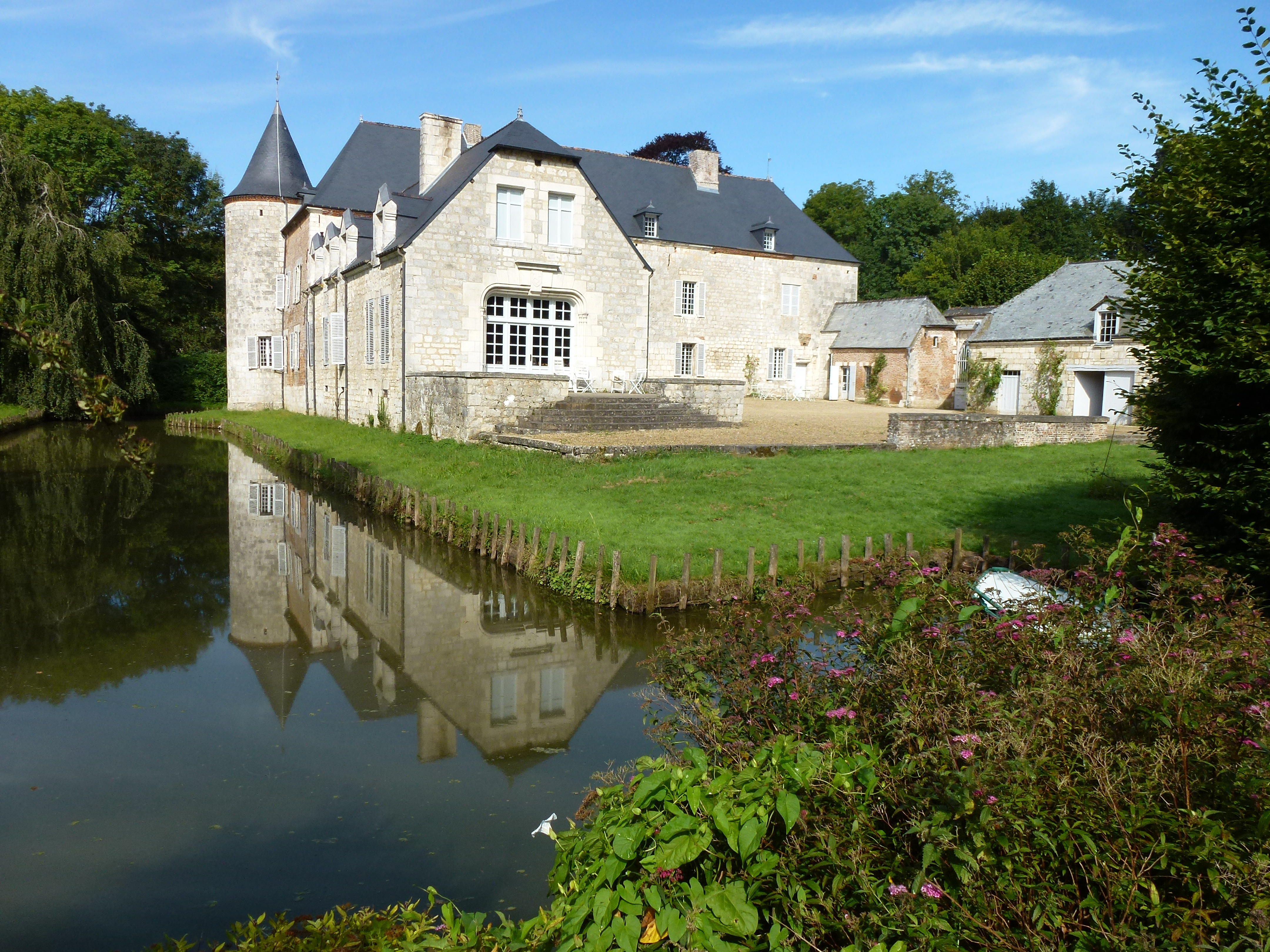
Le château vu des douves.

### Personnalités liées à la commune

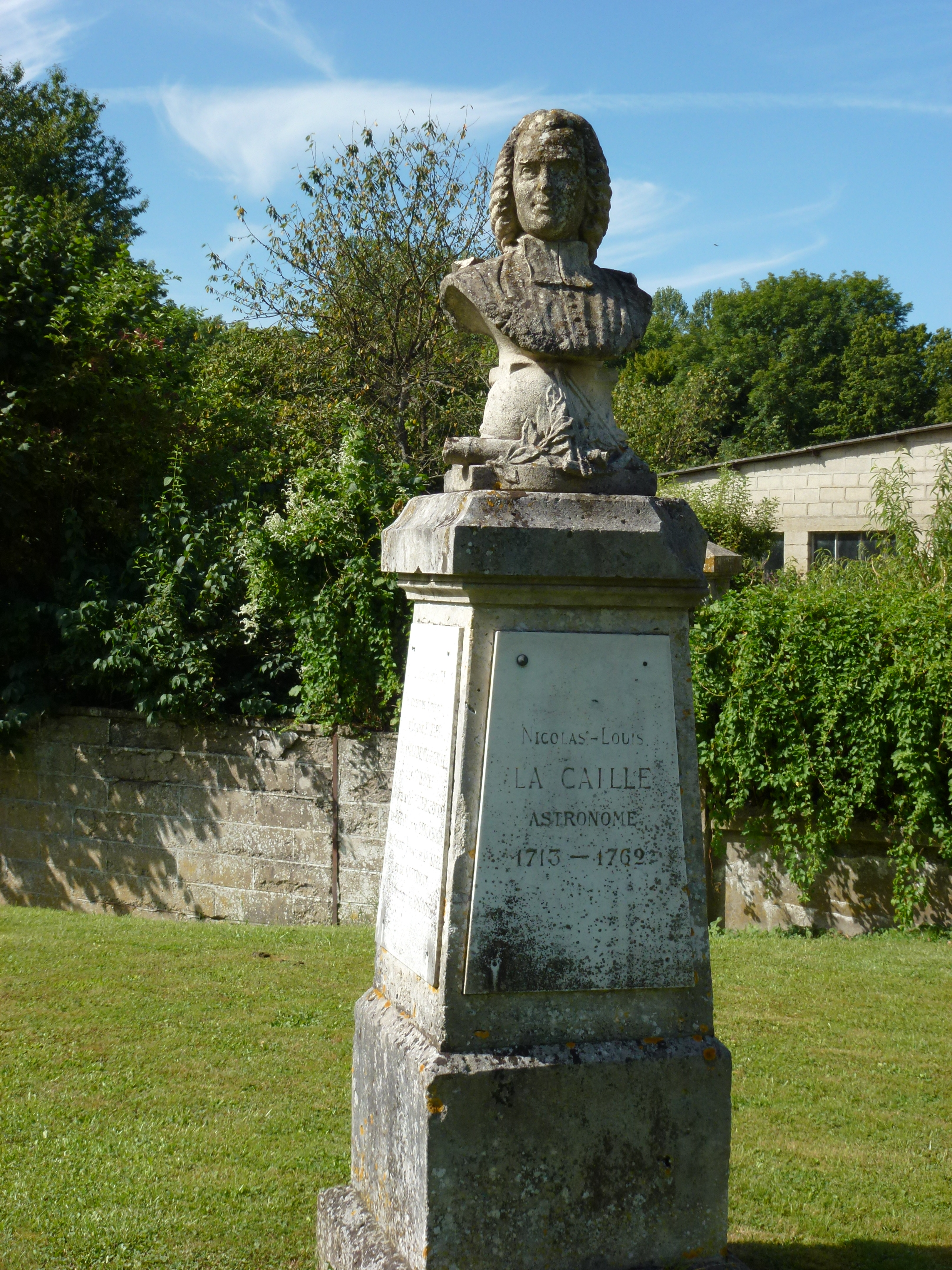
Buste de l'astronome La Caille à Rumigny.

- L'astronome Nicolas-Louis de Lacaille, né à Rumigny en 1713.
- Gérard de Cambrai (vers 975- 1051), second fils d’Arnold de Rumigny, seigneur de Florennes, qui devient un des premiers évêques de cette ville de Cambrai, promoteur avec Adalbéron de Laon de l’idée d’une structure ternaire pour la société médiévale. Il est né à Rumigny[16].
- Jean-Baptiste Piette (1747-1818), homme politique (maire de Rumigny et député de la Convention, ami de Lazare Carnot et d’Edmond Louis Alexis Dubois-Crancé), décédé à Rumigny, propriétaire du château de la Cour des Prés et grand-père du préhistorien et archéologue Édouard Piette.
- Jean-Baptiste Not (1754-1820), homme politique né à Rumigny, député de l'Aisne pendant les Cent-Jours.
- L'archéologue Édouard Piette, décédé à Rumigny en 1906.
- Le mousquetaire Louis Gabriel Dangest, grenadier du bataillon des Filles-Saint-Thomas guillotiné le 30 avril 1794.

### Héraldique
| Armes de Rumigny | Les armes de Rumigny se blasonnent ainsi : D’or au double trescheur fleurdelysé et contre-fleurdelysé de sinople, à la bande de gueules brochant sur le tout. |